# Matt Walker
Matt Walker (født 1969) er en amerikansk musiker og tidligere trommeslager for Filter, Smashing Pumpkins og Morrissey.
Richard Patrick og Brian Liesegang, der i 1993 havde dannet rockgruppen Filter, hyrede Matt Walker og to andre musikere til en turné til fordel for deres debutalbum, Short Bus, fra 1995. Filter var i sommeren 1996 åbningsband for Smashing Pumpkins på deres Europaturné. Smashing Pumpkins fyrede dog deres trommeslager, Jimmy Chamberlin, i juli 1996 og havde derfor hurtigt brug for en ny. Matt Walker overtog herefter pladsen bag trommerne og spillede med Smashing Pumpkins på den resterende del af bandets verdensturné, der sluttede i februar 1997. Matt Walker var ligeledes med bandet rundt på de store europæiske festivaler i 1997, heriblandt Roskilde Festival, og spillede sin sidste koncert med bandet i efteråret 1997.
I vinteren 1997 spillede Matt Walker trommer på Smashing Pumpkins-guitaristen, James Ihas, første soloalbum. Let It Come Down blev udgivet i starten af 1998. I 1998 var Matt Walker med Smashing Pumpkins i studiet for at indspille bandets fjerde album, Adore, men frontfigur Billy Corgan var ikke helt tilfreds med resultatet. Corgan hyrede herefter en række forskellige trommeslagere til indspilningerne af Adore. Da albummet var færdigindspillet, takkede Walker nej tak til at sidde bag trommerne på bandets opkommende verdensturné over sommeren 1998. I stedet for hyrede bandet Kenny Aronoff fra John Mellencamp.
Matt Walker kom dog i 2005 til at arbejde sammen med Billy Corgan igen, da han spillede trommer på Corgans første soloturné i sommeren 2005. Livebandet bestod desuden af den tidligere Filter-guitarist, Brian Liesegang, og Linda Strawberry. Siden 2006 har Walker turnéret med Morrissey.